# Stefano Tirotti
Stefano Tirotti – włoski strzelec, dwukrotny medalista mistrzostw świata.
Tirotti zdobył w swojej karierze dwa medale mistrzostw świata, oba na mistrzostwach świata w 1898 roku. W drużynowym strzelaniu z karabinu dowolnego w trzech pozycjach z 300 metrów został wicemistrzem świata, zaś w karabinie dowolnym leżąc zajął trzecie miejsce (wyprzedzili go tylko dwaj Francuzi: Léon Moreaux i Achille Paroche). Nie wystąpił nigdy na igrzyskach olimpijskich.
Był członkiem Società del Tiro a Segno Nazionale.

## Medale mistrzostw świata
Opracowano na podstawie materiałów źródłowych:
| Mistrzostwa | Konkurencja                                     | Wynik                    | Miejsce |
| ----------- | ----------------------------------------------- | ------------------------ | ------- |
| Turyn 1898  | Karabin dowolny, trzy pozycje, 300 m, drużynowo | 4325 punktów (drużynowo) | 2       |
| Turyn 1898  | Karabin dowolny klęcząc, 300 m                  | 316 punktów              | 3       |